# Stereotipo del pollo fritto

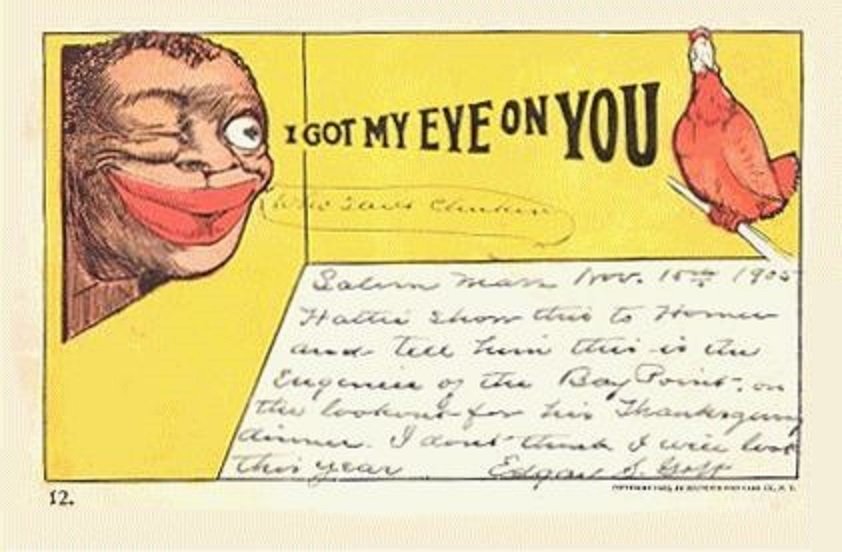
Cartolina del 1905 raffigurante la caricatura di un afroamericano che osserva bramoso un pollo esclamando: «I got my eye on you» (Ti tengo d'occhio!)

Lo stereotipo del pollo fritto (Fried chicken stereotype) è uno stereotipo razzista secondo il quale gli afroamericani avrebbero un appetito insolitamente grande per questa tipologia di cibo. È principalmente diffuso negli Stati Uniti d'America.

## Storia

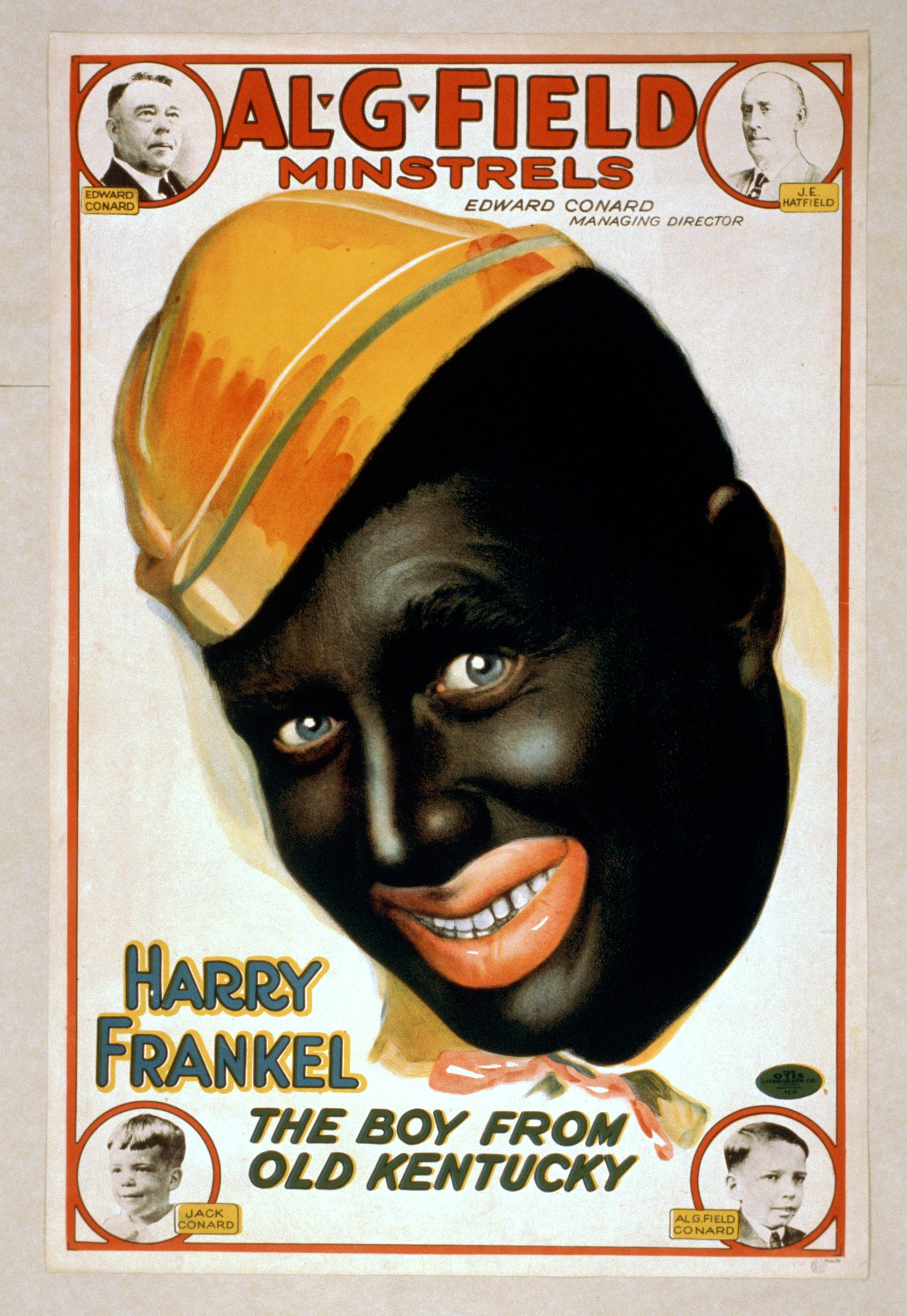
Manifesto di uno spettacolo Minstrel show (1910)

Sin dai tempi della Guerra di secessione americana, tradizionali cibi riservati agli schiavi come pollo fritto, anguria e stufato di frattaglie di maiale, furono fortemente associati agli stereotipi razziali nei confronti degli afroamericani come rappresentati negli spettacoli di blackface, i cosiddetti Minstrel show, che spesso descrivevano gli afroamericani come ignoranti e pigri, dediti al canto e alla danza e, appunto, smisuratamente appassionati di pollo fritto ed anguria. Le ragioni furono molteplici. I piatti a base di pollo erano molto popolari tra gli schiavi prima della guerra civile, poiché il pollame era l'unica specie animale che ad essi era permesso di allevare per conto proprio. Inoltre, questi cibi erano considerati indesiderabili dalla borghesia bianca perché appunto piacevano agli schiavi, o perché venivano dati loro come "avanzi". Soprattutto l’anguria, perché dissetante, ed il pollo fritto, facile da mangiare con le mani, erano alcune delle specialità che i piccoli ristoratori cominciarono a proporre nelle grandi città in botteghe destinate ai lavoranti neri, impegnati in lavori pesanti e quindi con grande bisogno di nutrimento. 

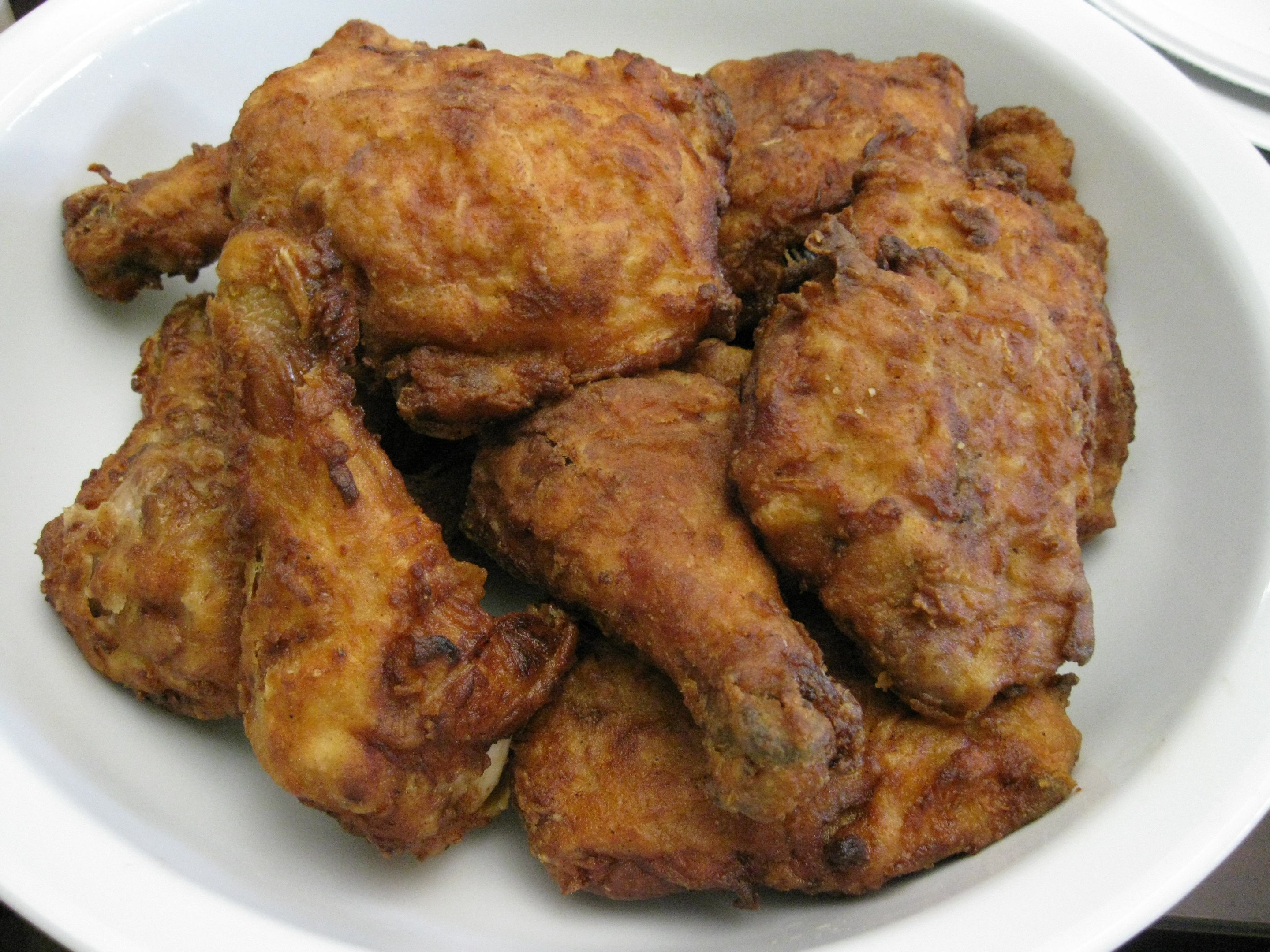
Un piatto di pollo fritto

Il pollo fritto, in particolar modo, poco per volta si identificò con questo preciso segmento della popolazione americana, per cui l'immagine dell'uomo nero che ruba una gallina o che si avventa famelico su un pezzo di pollo fritto, usate spesso anche in manifesti pubblicitari e nei testi delle canzoni popolari, divennero un'icona classica del disprezzo dei bianchi verso il nuovo cittadino americano di colore, in un atteggiamento culturale che tendeva a ghettizzarlo anche attraverso un pregiudizio gastronomico. Il pregiudizio divenne così diffuso che nel 1882 il New York Times scriveva: «Nel petto di ogni uomo di colore c'è una misteriosa, potente e insopprimibile brama di polli [...] Egli sente in ogni fibra del suo essere che i polli sono stati creati a beneficio della razza di colore e che è giustificato a prenderli ovunque li trovi. Senza di loro, gli afroamericani probabilmente si struggerebbero e morirebbero».
A partire dalla prima metà del XX secolo, questi alimenti furono commercializzati da catene di ristoranti come Sambo's e Coon Chicken Inn, che scelsero caricature esagerate di persone di colore come mascotte, implicando la loro associazione con lo stereotipo. Sebbene oggi sia anche riconosciuto positivamente come "soul food", l'affinità che la cultura afroamericana ha per il pollo fritto è stata considerata da alcuni una questione delicata e spesso peggiorativa (se non denigratoria).
La professoressa della University of Missouri Claire Schmidt, studiosa di razze e folklore, attribuì il consolidarsi dello stereotipo del pollo fritto nel XX secolo alla sua popolarità nella cucina degli Stati americani del sud e a una scena in particolare del celebre film Nascita di una nazione (The Birth of a Nation) (1915) dove un rozzo afroamericano mangia avidamente del pollo nell'aula parlamentare.

## Nella cultura popolare

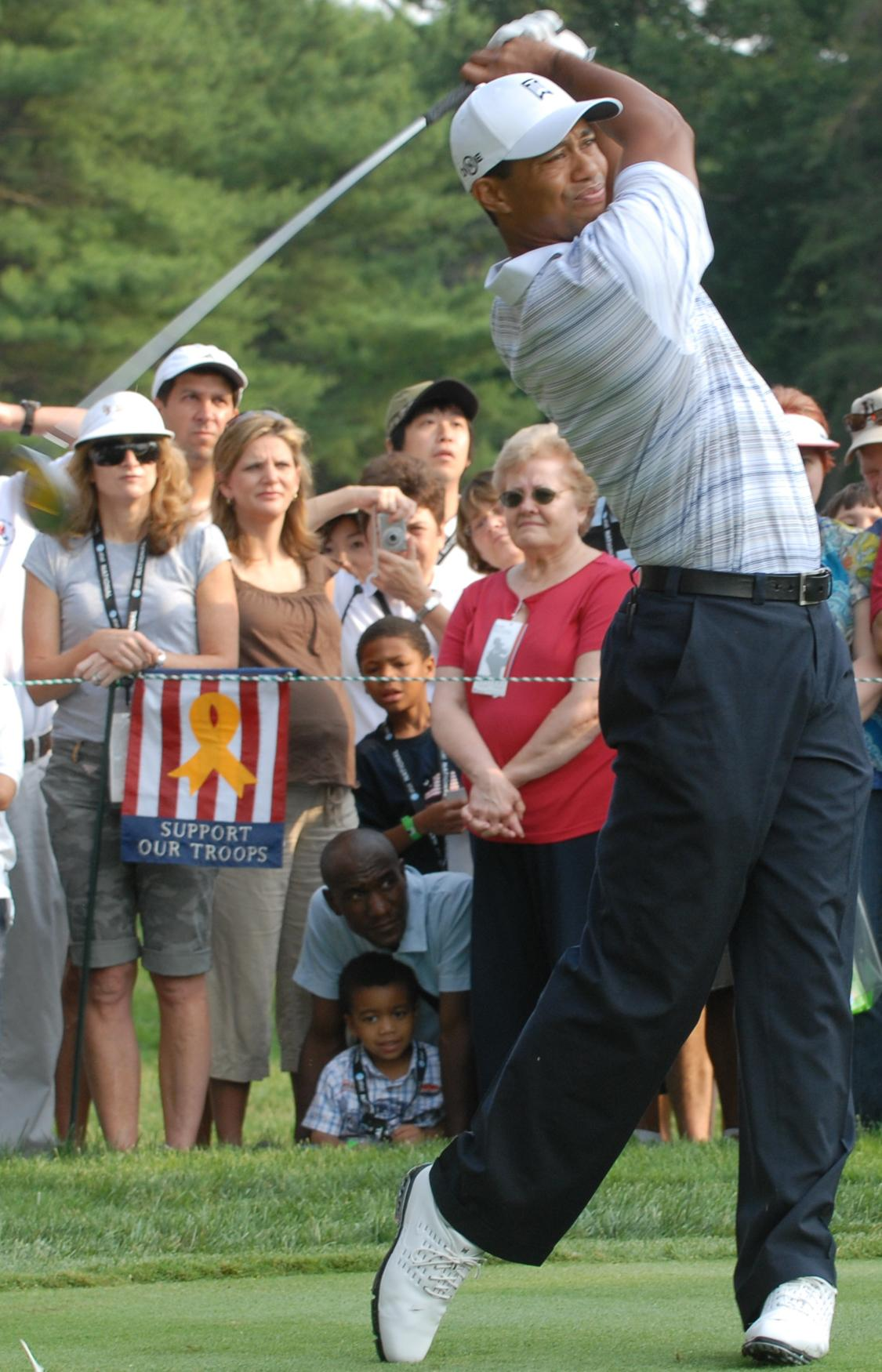
Tiger Woods nel 2007

In due occasioni il golfista afroamericano Tiger Woods venne fatto oggetto di dichiarazioni offensive riguardo al pollo fritto. La prima volta nel 1997 quando Fuzzy Zoeller disse che Woods avrebbe dovuto scegliere pollo fritto con contorno di insalata di cavolo per la cena dei campioni Masters Tournament dell'anno successivo; la seconda quando al golfista Sergio García Fernández fu domandato nel corso di una conferenza stampa del 2013 dove avrebbe invitato a cena Woods durante gli U.S. Open per appianare le loro questioni. García, uno spagnolo che non era a conoscenza dell'esistenza di questo stereotipo nella cultura americana, commise una gaffe dicendo: «Lo porteremo fuori tutte le sere [...] Serviremo pollo fritto». Woods commentò in seguito che l'esternazione di García era stata "sbagliata, offensiva e chiaramente inappropriata". Sia Zoeller sia García si scusarono successivamente con Woods.
Vari gruppi ed organizzazioni sono stati criticati per avere servito pollo fritto durante il Mese della storia dei neri, citando anche dei ristoranti che esposero le insegne "Obama Fried Chicken" e riferendosi ad altri stereotipi razziali associati al cibo.
Il comico afroamericano Dave Chappelle ha imbastito uno dei suoi monologhi di stand-up comedy sullo stereotipo del pollo fritto.